# Adschamka
Adschamka (ukrainisch und russisch Аджамка) ist ein Dorf im Zentrum der Ukraine. Es liegt in der Oblast Kirowohrad und hat etwa 3859 Einwohner (2012).

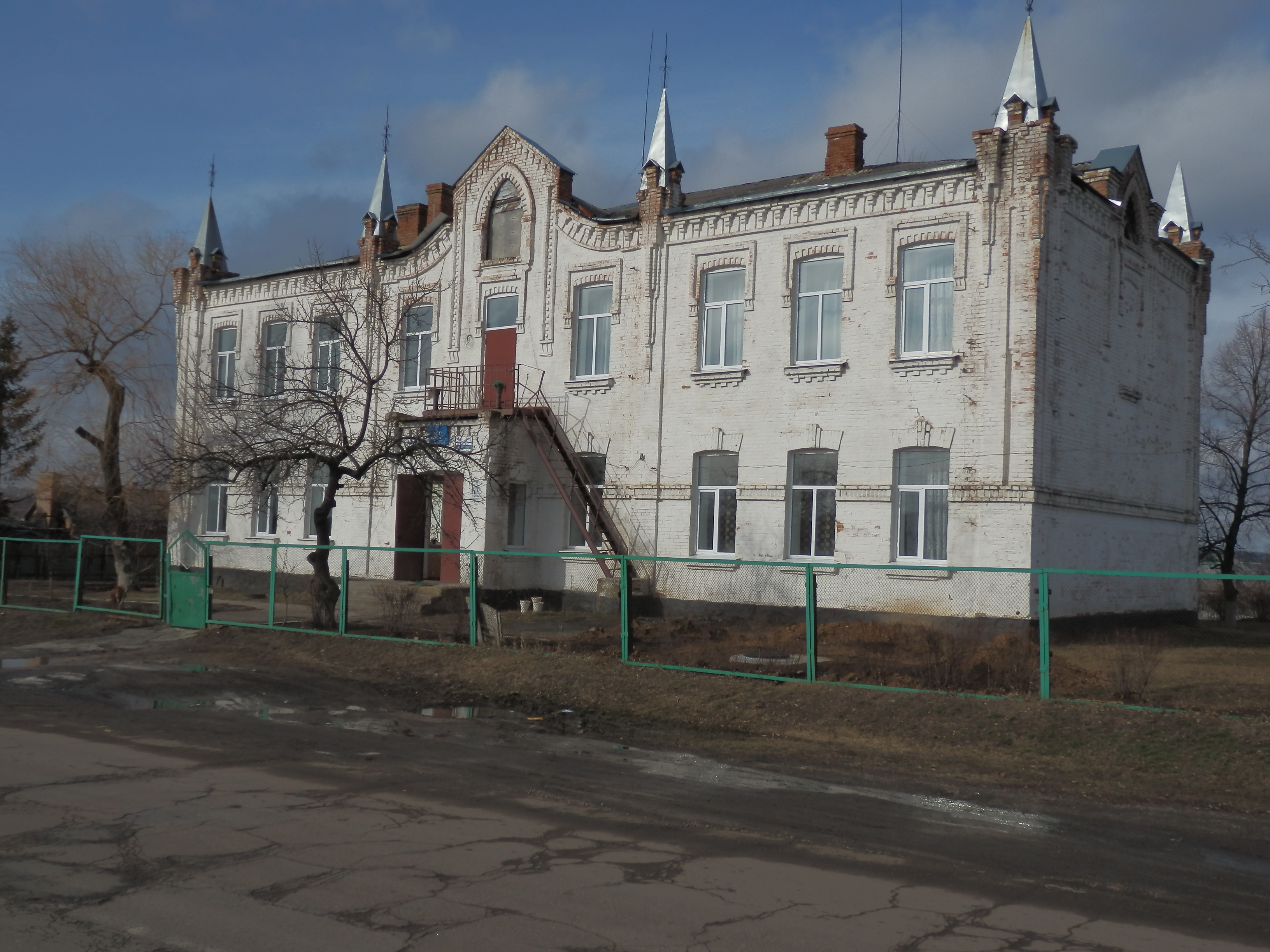
Gebäude im Ort

Das zu Beginn des 18. Jahrhunderts gegründete Dorf liegt am gleichnamigen Fluss, einem 47 km langen, linken Nebenfluss des Inhul, 25 km östlich von Kropywnyzkyj. Durch das Dorf verläuft die Territorialstraße T–12–05.

## Verwaltungsgliederung
Am 12. Juni 2020 wurde das Dorf zum Zentrum der neugegründeten Landgemeinde Adschamka (Аджамська сільська громада/Adschamska silska hromada). Zu dieser zählen die 10 in der untenstehenden Tabelle aufgelisteten Dörfer, bis dahin bildete es zusammen mit den Dörfern Hryhoriwka, Pawlo-Mykolajiwka und Prywillja die gleichnamige Landratsgemeinde Adschamka (Аджамська сільська рада/Adschamska silska rada) im Osten des Rajons Kropywnyzkyj.
Folgende Orte sind neben dem Hauptort Adschamka Teil der Gemeinde:
| Name                     | Name              | Name                                  |
| ukrainisch transkribiert | ukrainisch        | russisch                              |
| ------------------------ | ----------------- | ------------------------------------- |
| Hryhoriwka               | Григорівка        | Григоровка (Grigorowka)               |
| Mederowe                 | Медерове          | Медерово (Mederowo)                   |
| Molodezke                | Молодецьке        | Молодецкое (Molodezkoje)              |
| Nowooleksandriwka        | Новоолександрівка | Новоалександровка (Nowoaleksandrowka) |
| Nowowolodymyriwka        | Нововолодимирівка | Нововладимировка (Nowowladimirowka)   |
| Pawlo-Mykolajiwka        | Павло-Миколаївка  | Павло-Николаевка (Pawlo-Nikolajewka)  |
| Prywillja                | Привілля          | Приволье (Priwolje)                   |
| Selenyj Haj              | Зелений Гай       | Зелёный Гай (Seljony Gai)             |
| Tscherwonyj Jar          | Червоний Яр       | Червоный Яр (Tscherwony Jar)          |
| Wesseliwka               | Веселівка         | Веселовка (Wesselowka)                |